# Zamek w Pszczynie

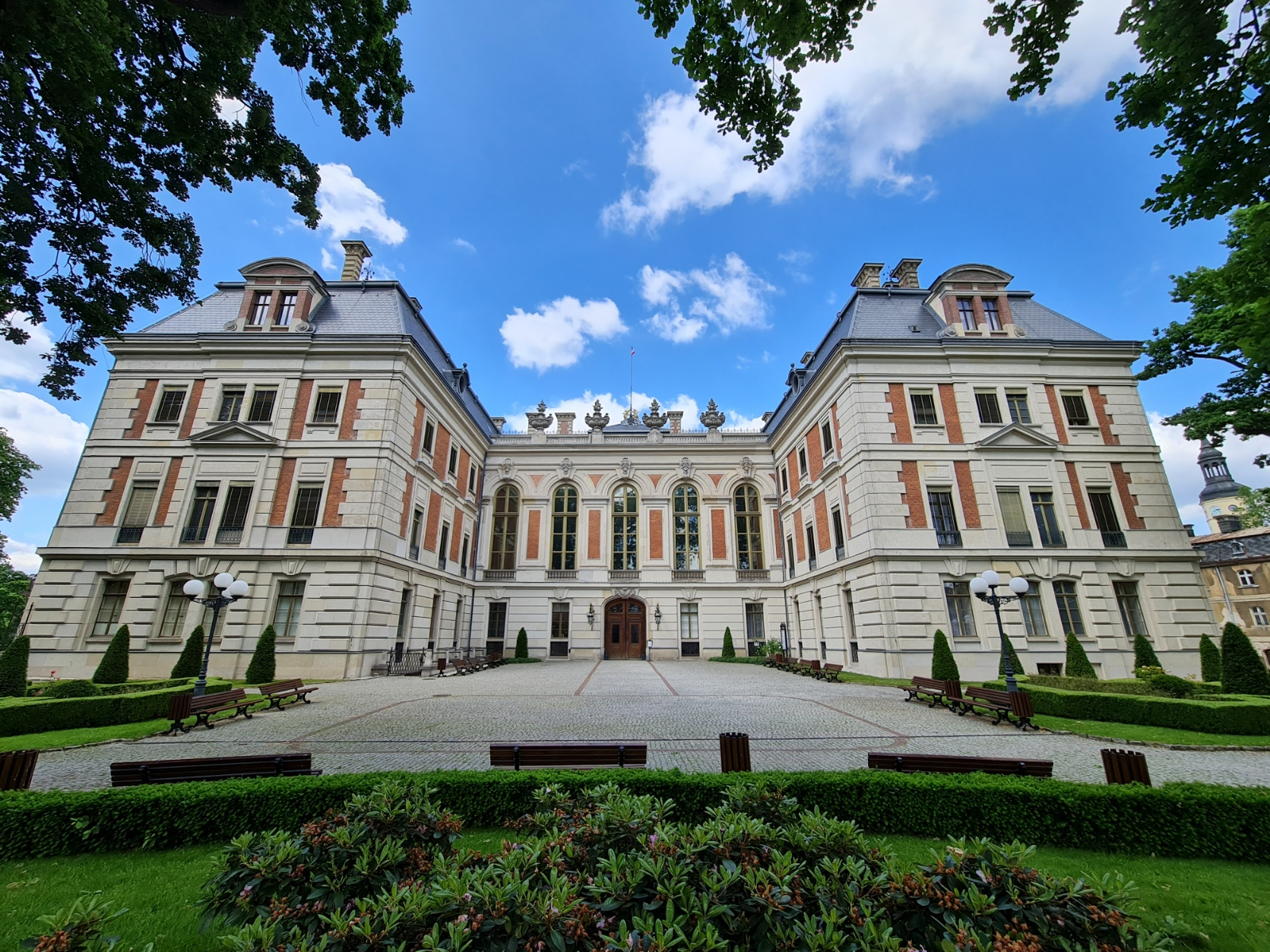
Widok pałacu od strony południowej

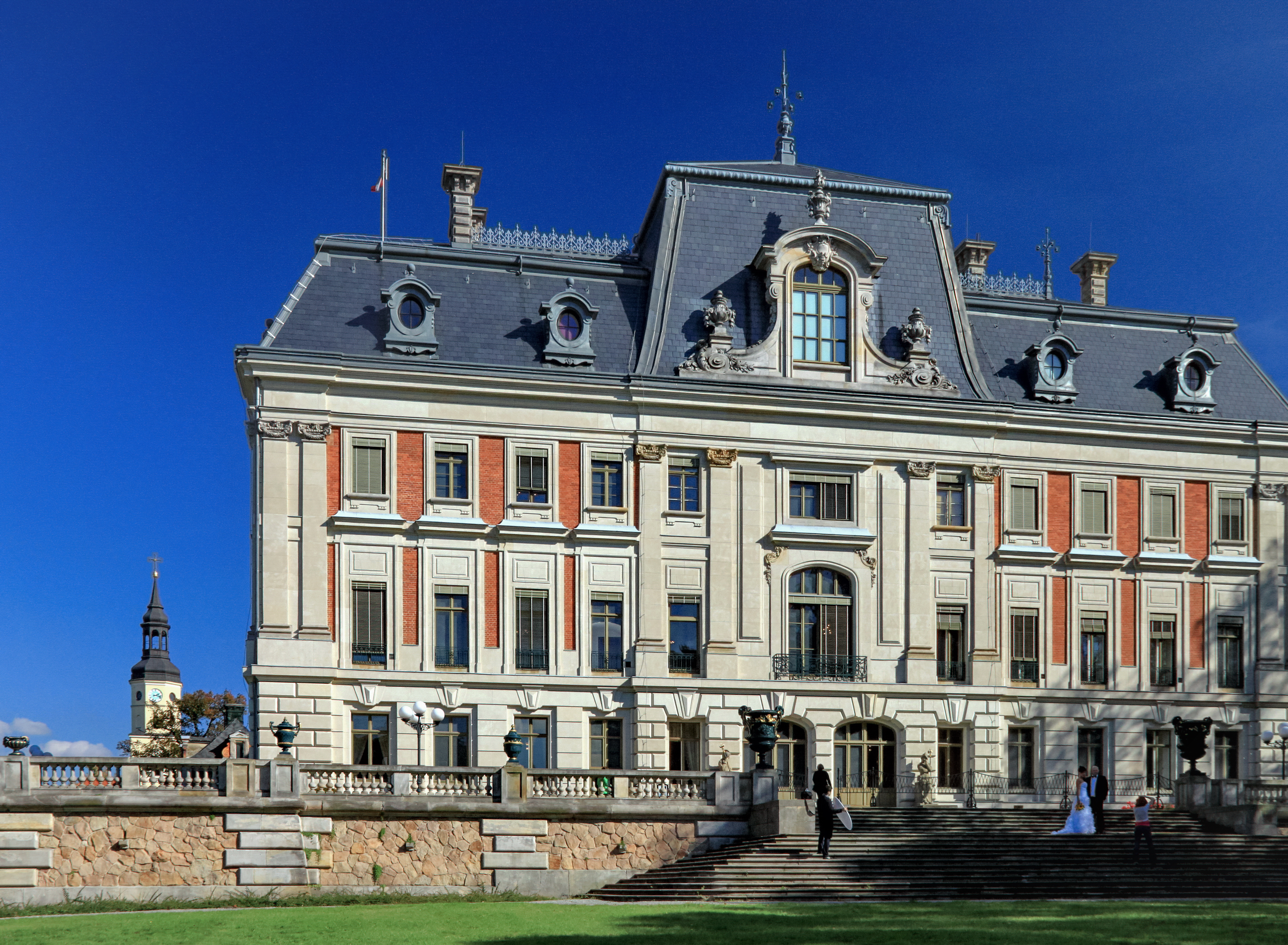
Widok pałacu od strony zachodniej

Zamek w Pszczynie – w istocie pałac, dawna rezydencja magnacka w Pszczynie (niem. Pless) na Górnym Śląsku, która powstała w miejscu obronnego gotyckiego zamku z początku XV wieku, zbudowanego zapewne w miejscu wcześniejszej fortyfikacji. Następnie zamek przebudowano w XVI wieku w stylu renesansowym, a w XVIII wieku w stylu barokowym i ponownie w XIX wieku w stylu francuskiego baroku z czasów Ludwika XIII. W średniowieczu własność między innymi książąt opolsko-raciborskich, książąt opawskich i książąt cieszyńskich. W latach 1548–1765 należał do śląskiego rodu Promnitzów, 1765–1847 książąt Anhalt-Köthen-Pless, a od 1847 książąt Hochberg von Pless z Książa. W latach 1870–1876 dokonali oni przebudowy zamku, na skutek której uzyskał on swój obecny kształt architektoniczny w stylu neobarokowym.
Wraz z zabytkowym parkiem krajobrazowym w stylu angielskim o powierzchni 156 ha tworzy zespół pałacowo-parkowy. W 1946 zamieniony na muzeum, obecnie działające pod nazwą Muzeum Zamkowe w Pszczynie. W przeciwieństwie do wielu innych zamków i pałaców na Śląsku, zniszczonych na skutek działań II wojny światowej i bezpośrednio po niej, w zamku w Pszczynie zachowało się oryginalne wyposażenie i meble, które sprawiają, że jest on obecnie jednym z najcenniejszych zabytków architektury rezydencjonalnej w Polsce.

## Historia

### Dzieje zamku w średniowieczu

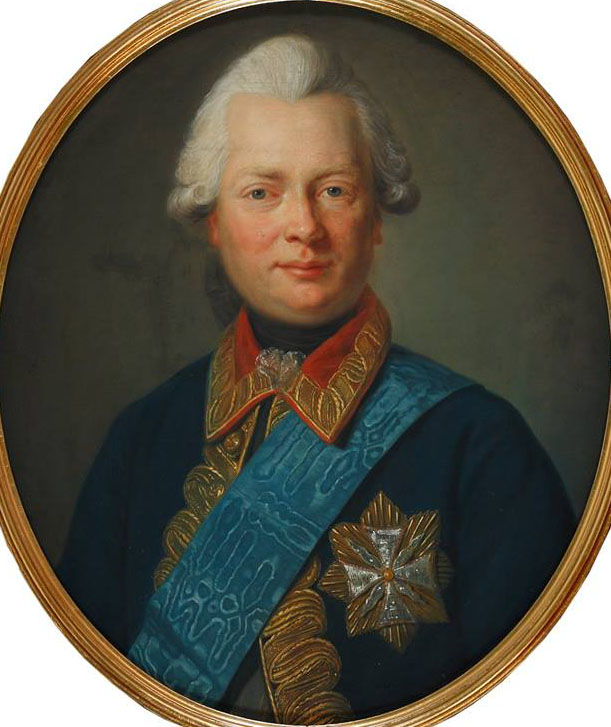
Książę Friedrich Erdmann von Anhalt-Köthen-Pless, pierwszy właściciel zamku w Pszczynie z rodu Anhaltów

Według Henryka Schaeffera, XIX-wiecznego kronikarza księstwa pszczyńskiego, zamek został zbudowany w średniowieczu przez książąt piastowskich jako strażnica przy szlaku handlowym łączącym Morawy z Rusią Kijowską, pełniąc także funkcję zamku myśliwskiego (tę drugą funkcję zachował aż do XX w.). Ziemia Pszczyńska należała do XII wieku do Małopolski i częścią Śląska stała się w 1178. Wtedy to książę krakowski Kazimierz II Sprawiedliwy podarował Ziemię Pszczyńską księciu Mieszkowi I Plątonogiemu, władcy księstwa raciborskiego, a od 1202 księstwa opolsko-raciborskiego. W 1327 książę raciborski Leszek został zmuszony do złożenia hołdu królowi czeskiemu Janowi Luksemburskiemu (w zachowanym dokumencie hołdu Pszczyna jest już wymieniona jako miasto – łac. civitas), przez co również Ziemia Pszczyńska znalazła się w orbicie wpływów Czech. Po śmierci Leszka w 1336 jego ziemie zostały przejęte przez jego szwagra księcia opawskiego Mikołaja II z dynastii Przemyślidów.
Pierwsze pisemne wzmianki o murowanym zamku w Pszczynie pochodzą z I połowy XV w. i są związane z osobą Heleny, córki księcia litewskiego Korybuta Dymitra, a od 1407 żony Jana II Żelaznego, księcia raciborskiego. Po ślubie w 1407 Jan przyznał swojej małżonce w dożywotnie użytkowanie obszar, w skład którego weszły Pszczyna, Mikołów, Bieruń Stary i Mysłowice. Helena w miejsce istniejącego zameczku myśliwskiego wzniosła gotycką murowaną budowlę, złożoną z dwóch równoległych do siebie budynków (dzisiejsze skrzydła wschodnie i zachodnie), połączonych murami. Wraz z dwiema wieżami od strony południowej weszła ona w skład czworobocznego założenia obronnego otoczonego wałami ziemnymi i fosą z mostem zwodzonym. Do dziś pod częścią zamku zachowały się gotyckie piwnice, a wmurowana w grube mury gotycka baszta przez późniejszych właścicieli używana była jako sekretna klatka schodowa. Dokładna data ukończenia tej budowli nie jest znana; wiadomo jednak, że musiało to nastąpić przed 1433, ponieważ w tym roku zamek zdołał odeprzeć najazd husytów.
Następnie do 1517 zamek w Pszczynie był własnością książąt cieszyńskich; w roku tym książę cieszyński Kazimierz II z powodu trudności finansowych sprzedał Ziemię Pszczyńską za sumę 40 000 guldenów możnowładcy węgierskiemu (żupanowi spiskiemu) Aleksemu Thurzo, co zakończyło okres panowania Piastów na Ziemi Pszczyńskiej. Ten z kolei sprzedał ją swojemu bratu Janowi Thurzo. Utworzone zostało wolne państwo stanowe, jedno z wielu na ówczesnym Śląsku. Obejmowało ono Pszczynę, Mikołów, Bieruń i do 1536 roku Mysłowice, jego stolicą była Pszczyna.

### Zamek pszczyński w rękach rodziny Promnitzów i książąt Anhalt Köthen-Pless
W 1548 Ziemię Pszczyńską z zamkiem zakupił biskup wrocławski Baltazar von Promnitz, który wkrótce odstąpił je rodzinie. W rękach Promnitzów pozostawały one do 1765. W II połowie XVI w. zamek przebudowano w stylu renesansowym. Zleceniodawcami przebudowy byli prawdopodobnie sam Baltazar Promnitz, zmarły w 1562 roku, a po nim jego następca, panujący w latach 1562–1568 Stanisław Promnitz. Być może prace te kontynuował jeszcze Karol Promnitz (1568–1591), co jednak nie zostało dostatecznie udokumentowane archiwaliami. W wyniku tych prac powstała trójkondygnacyjna budowla na planie nieregularnego czworoboku, składająca się z dwóch niemal równoległych skrzydeł mieszkalnych dłuższego zachodniego i krótszego wschodniego, zakończonych dwiema wieżami od strony południowej. Jedna z wież uległa wkrótce zniszczeniu lub rozebraniu, co widać na mapie Andreasa Hindenberga z 1636 – pierwszym zachowanym wizerunku zamku, na którym zamek posiada już tylko jedną wieżę. Od wschodu do zamku przylegała kaplica zamkowa, która powstała między 1629 a 1636 rokiem, a od południa brama wjazdowa. Składowe budynki połączone były murami – wyższym od północy, przy którym znajdowała się w wieża z galeryjką i niższym od południa, do którego dobudowany był mały, piętrowy budynek. Od strony wewnętrznego dziedzińca mur północny oraz fasady budynków posiadały trójkondygnacyjne krużganki. Ściany pomalowane były na biało, na jednej z elewacji znajdował się zegar słoneczny. Dwuspadowe dachy pokryto czerwoną dachówką. W ten sposób gotycka twierdza przekształciła się w reprezentacyjną rezydencję.
W nowym kształcie budowla przetrwała do pożaru w 1679. Pożar ten zniszczył skrzydło północne i wieżę. Prace nad odbudową, trwające w latach 1680–1689, nadzorował budowniczy Consilio Milius. Zamek odnowiono w stylu renesansowym. Rozebrano skrzydło północne, a wzdłuż powstałego północnego oraz ocalałego południowego muru wzniesiono arkadową galerię (parter i pierwsze piętro). Przeprowadzono roboty przy zamkowej wieży i wykonano sztukaterie. Generalnie zamek z lat 1680–1689 nie odbiegał jako bryła od istniejącego w latach 1629–1636. Przedstawiał się jako dwupiętrowa budowla na planie nieregularnego czworoboku, z załamanym skrzydłem wschodnim połączonym już wcześniej z przemianowaną na bramę wjazdową gotycką wieżą. Składał się z dwóch par nieznacznie nierównoległych par skrzydeł: mieszkalnych (wschodniego i zachodniego) oraz parawanowych (północne i południowe). Obejmowały one obszerny, nieco nieregularny dziedziniec arkadowy o wymiarach ok. 38 x 22 m. Długości zewnętrzne poszczególnych boków zamku zmieniały się w granicach od 47 (wschodni) do ok. 57 m (południowy). Grubości murów zewnętrznych malały wraz ze wzrostem wysokości, od 2,32 m w dolnych partiach przez 1,8 m na I piętrze po 75–80 cm na II piętrze.

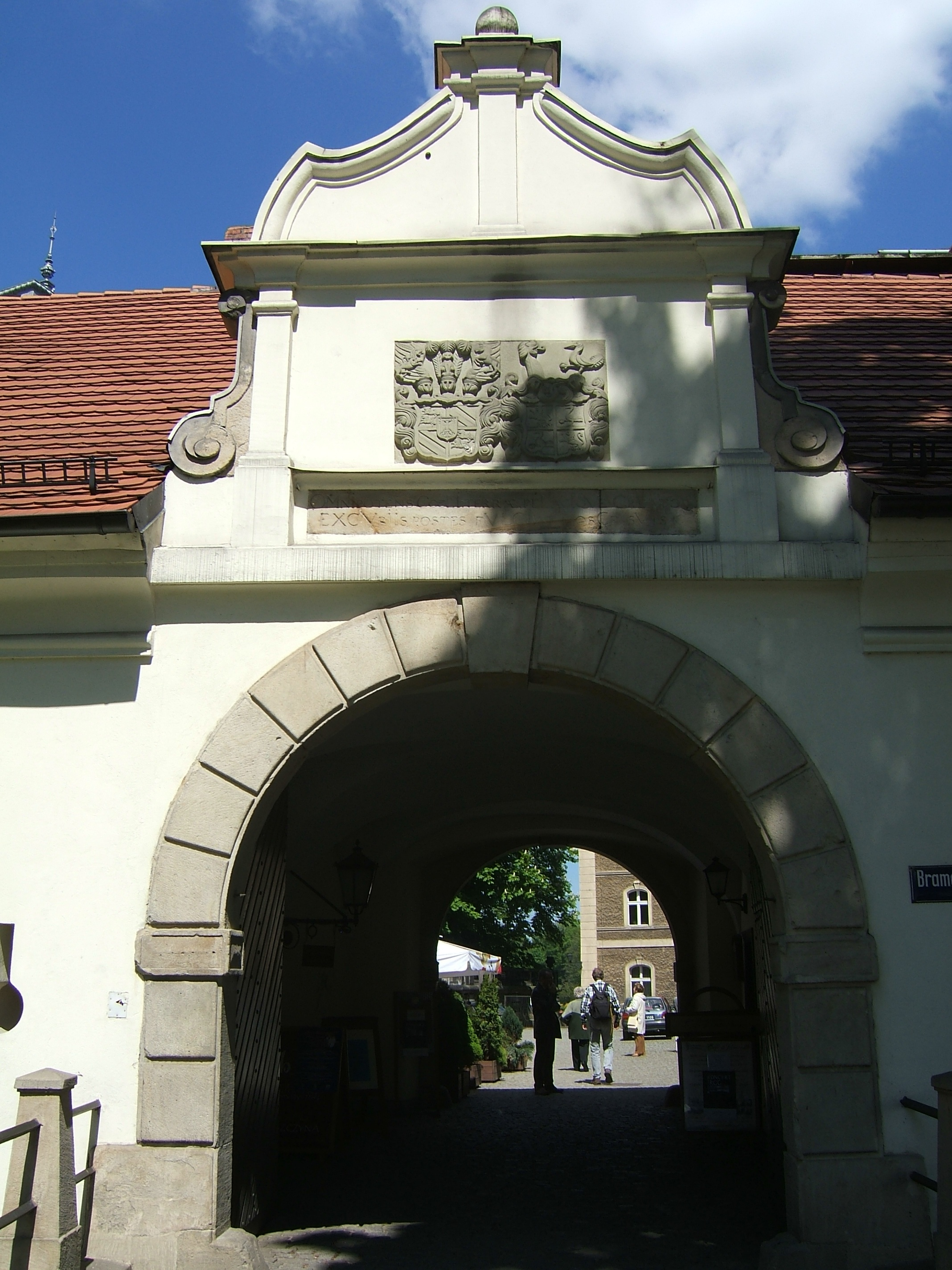
Brama Wybrańców – główny wjazd do zamku. Na bramie herby Baltazara Promnitza i Agnieszki Emilii Saskiej

W 1687 na miejscu drewnianej strażnicy wzniesiono nowy murowany budynek „Warty”, zwany Bramą Wybrańców. Był to główny wjazd na zamkowy dziedziniec, strzeżony przez doborowych żołnierzy zwanych „wybrańcami”. Do służby byli oni wybierani osobiście przez właściciela rezydencji. Ponad portalem bramy umieszczono herby właścicieli Pszczyny: Baltazara Promnitza i Emilii Agnieszki Saskiej, oraz chronostych z ukrytą w łacińskiej sentencji datą budowy bramy.
Zamek już wtedy był jedną ze znaczniejszych rezydencji Śląska. Rozwijało się w nim życie artystyczne, a w latach 1704–1707 zamek często gościł wybitnego kompozytora barokowego Georga Philippa Telemanna, kapelmistrza na dworze Promnitzów w Żarach. Te tradycje muzyczne są dzisiaj kontynuowane w formie koncertów pod nazwą „Wieczory u Telemanna”, organizowanych w Pszczynie od 1979.
W 1734, za panowania Erdmanna Promnitza, nadworny architekt Christian Jähne z Żar rozpoczął prace nad przebudową zamku w stylu barokowym; podczas prac zamierzano przede wszystkim ponownie wznieść skrzydło północne. Prace nad przebudową zniweczył pożar, który wybuchł 7 lipca 1737. Odbudowa ruszyła na wiosnę 1738 roku, dobiegając końca dopiero w 1768, już za nowych właścicieli. Nowa, dwukondygnacyjna budowla składała się z trzech skrzydeł ułożonych w kształcie podkowy otwartej w kierunku miejskiego rynku. Elewacja parteru była boniowana, okna wyższych pięter otoczone wystającymi obramieniami i oddzielone od siebie korynckimi pilastrami. Całość okryto mansardowym dachem z facjatkami od strony wewnętrznego dziedzińca i południowych zakończeń bocznych skrzydeł. Główne wejście prowadziło od strony dziedzińca do sieni wjazdowej, skąd „lustrzanymi” schodami można było się dostać na reprezentacyjne pierwsze piętro (bel-étage).
Kolejnymi właścicielami Pszczyny byli w latach 1765–1846 spokrewnieni z Promnitzami książęta Anhalt-Köthen-Pless, którzy przekształcili zwierzyniec w park i wznieśli kolejne budowle. Powstały więc: pałac Bażantarnia w Porębie, na podstawie projektu Carla Langhansa, położony na skraju założonej w 1792 r. bażantarni, oraz klasycystyczna Ludwikówka, wzniesiona przez Wilhelma Puscha na północnym skraju parku pszczyńskiego.

### Od Anhaltów przez Promnitzów do Hochbergów
Ostatni z rodu Promnitzów, Jan Erdmann (1719–1785), przekazał ziemię pszczyńską swemu siostrzeńcowi z rodu Anhalt-Köthen, Fryderykowi Erdmann (1731–1797). Kolejni właściciele Pszczyny z rodu Anhaltów władali tutejszymi majątkami do połowy XIX w. W 1846 r. ostatni z rodu, książę Henryk von Anhalt-Köthen (1778–1847), oddał ziemię pszczyńską swemu siostrzeńcowi, księciu Janowi Henrykowi X von Hochberg (1806–1855) z potężnego rodu magnackiego.
| Emanuel von Anhalt-Köthen (1631-1670)      | Emanuel von Anhalt-Köthen (1631-1670)      |                                             |                                             | Anna Eleonore zu Stolberg-Wernigerode (1651–1690) | Anna Eleonore zu Stolberg-Wernigerode (1651–1690) |  |  |                                     |                                     |                                      |                                      |                                               |                                               |  |  |                             |                             |
|                                            |                                            |                                             |                                             |                                                   |                                                   |  |  |                                     |                                     |                                      |                                      |                                               |                                               |  |  |                             |                             |
|                                            |                                            |                                             |                                             |                                                   |                                                   |  |  |                                     |                                     |                                      |                                      |                                               |                                               |  |  |                             |                             |
| Emanuel Lebrecht Anhalt-Köthen (1671–1704) | Emanuel Lebrecht Anhalt-Köthen (1671–1704) |                                             |                                             | Gisela Agnes von Rath (1669–1740)                 | Gisela Agnes von Rath (1669–1740)                 |  |  | Erdmann II von Promnitz (1683–1745) | Erdmann II von Promnitz (1683–1745) |                                      |                                      | Anna Maria von Sachsen-Weißenfels (1683–1731) | Anna Maria von Sachsen-Weißenfels (1683–1731) |  |  |                             |                             |
|                                            |                                            |                                             |                                             |                                                   |                                                   |  |  |                                     |                                     |                                      |                                      |                                               |                                               |  |  |                             |                             |
|                                            |                                            | August Ludwig von Anhalt-Köthen (1697–1755) | August Ludwig von Anhalt-Köthen (1697–1755) |                                                   |                                                   |  |  |                                     |                                     | Christine Johanna Emilie (1708–1732) | Christine Johanna Emilie (1708–1732) |                                               |                                               |  |  | hr. Jan Erdmann (1719–1785) | hr. Jan Erdmann (1719–1785) |
|                                            |                                            |                                             |                                             |                                                   |                                                   |  |  |                                     |                                     |                                      |                                      |                                               |                                               |  |  |                             |                             |
|                                            |                                            |                                             |                                             |                                                   |                                                   |  |  |                                     |                                     |                                      |                                      |                                               |                                               |  |  |                             |                             |
|                                            |                                            |                                             |                                             |                                                   |                                                   |  |  |                                     |                                     |                                      |                                      |                                               |                                               |  |  |                             |                             |

|                                      |                                      |  |  |                                      |                                      |                                            |                                            |                                        |                                        |                                                      |                                                      |                                                     |                                                     |
|                                      |                                      |  |  |                                      |                                      | Fryderyk Erdmann Anhalt-Köthen (1731–1797) | Fryderyk Erdmann Anhalt-Köthen (1731–1797) |                                        |                                        | Luise Ferdinande zu Stolberg-Wernigerode (1744–1784) | Luise Ferdinande zu Stolberg-Wernigerode (1744–1784) |                                                     |                                                     |
|                                      |                                      |  |  |                                      |                                      |                                            |                                            |                                        |                                        |                                                      |                                                      |                                                     |                                                     |
|                                      |                                      |  |  |                                      |                                      |                                            |                                            |                                        |                                        |                                                      |                                                      |                                                     |                                                     |
| Auguste Reuß zu Köstritz (1794–1855) | Auguste Reuß zu Köstritz (1794–1855) |  |  | Henryk von Anhalt-Köthen (1778–1847) | Henryk von Anhalt-Köthen (1778–1847) |                                            |                                            | córka Anna Emilie von Pleß (1770–1830) | córka Anna Emilie von Pleß (1770–1830) |                                                      |                                                      | Jan Henryk VI von Hochberg-Fürstenstein (1768–1833) | Jan Henryk VI von Hochberg-Fürstenstein (1768–1833) |
|                                      |                                      |  |  |                                      |                                      |                                            |                                            |                                        |                                        |                                                      |                                                      |                                                     |                                                     |
|                                      |                                      |  |  |                                      |                                      |                                            |                                            |                                        |                                        | Jan Henryk X von Hochberg (1806–1855)                |                                                      |                                                     |                                                     |

### Zamek pszczyński jako rezydencja książąt Hochberg von Pless

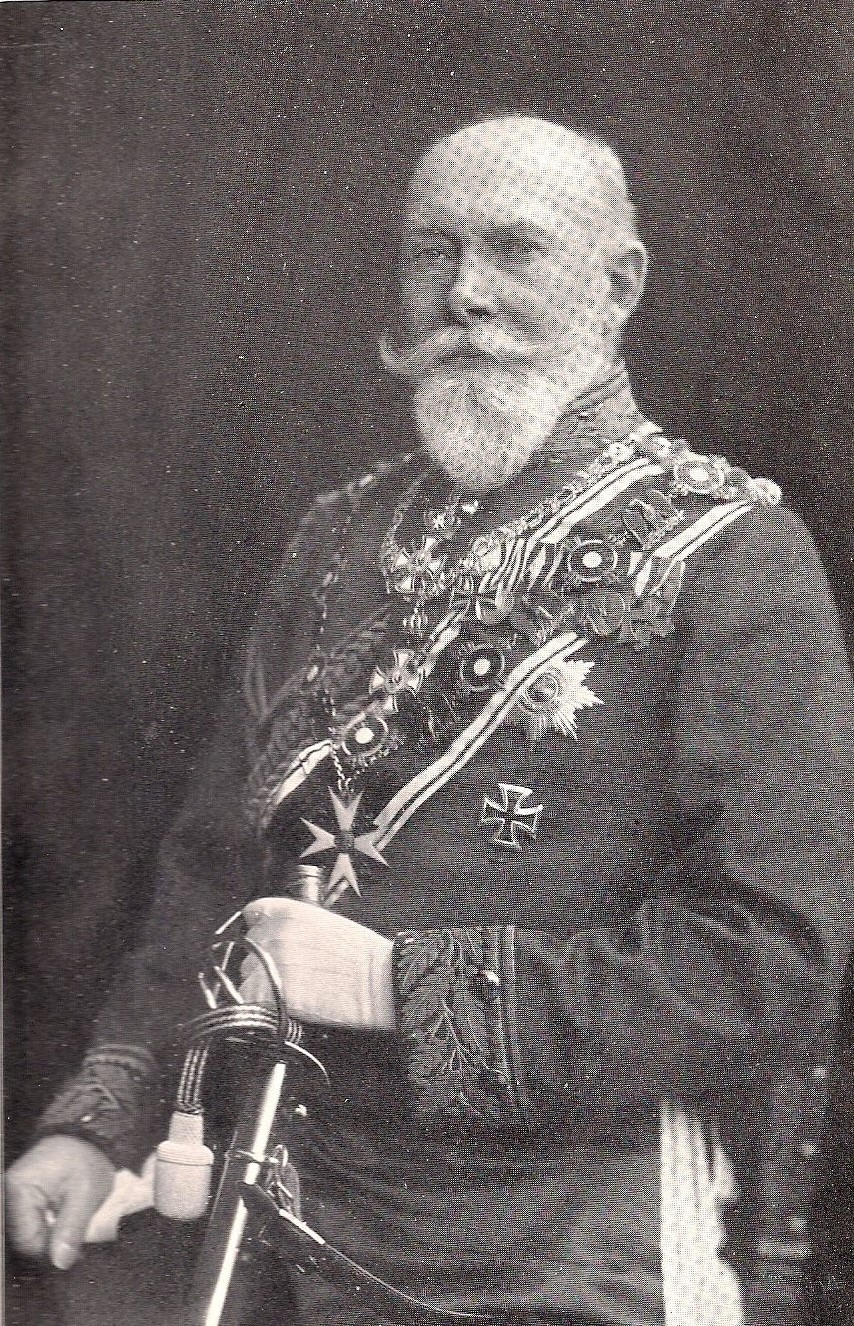
Hans Heinrich XI

Po wygaśnięciu linii Anhalt-Köthen-Pless w 1846 zamek w Pszczynie przeszedł w ręce książąt Hochbergów z Książa, a pierwszym właścicielem zamku wywodzącym się z tej rodziny był Hans Heinrich X, wnuk po kądzieli księcia Friedricha Erdmanna Anhalt Köthen-Pless. W 1850 otrzymał od króla Prus Fryderyka Wilhelma IV tytuł księcia na Pszczynie (niem. Fürst von Pleß), który odtąd przekazywany był najstarszemu synowi rodu.
Po śmierci Hansa Heinricha X w 1855 dobra w Pszczynie i Książu odziedziczył jego syn Hans Heinrich XI (1833–1907), najdłużej panujący na zamku, z którego imieniem wiąże się okres największego rozkwitu rezydencji, a także jego przebudowa do obecnego kształtu. Książę Hans Heinrich XI (w 50. rocznicę urodzin otrzymał od cesarza tytuł diuka, niem. Herzoga) stworzył w swojej siedzibie rozległe założenie ogrodowo-krajobrazowe, sięgające aż do zameczku myśliwskiego w Promnicach pod Tychami. W tym czasie Pszczyna odwiedzana była przez królów pruskich, później cesarzy niemieckich, oraz ich królewskich gości z całej Europy, a sam Hans Heinrich XI pełnił na dworze berlińskim godność cesarskiego Wielkiego Łowczego. Koniecznością więc stało się posiadanie rezydencji godnej pozycji księcia.
W latach 1870–1876 dokonano przebudowy zamku, którą kierował francuski architekt Hippolyte Alexandre Destailleur. Elewacjom nadano kostium architektury francuskiej z XVII stulecia. Znacznie zwiększono powierzchnię dachów, wzmacniając wrażenie przysadzistości budowli. Na szczycie umieszczono ośmiometrowy maszt z flagą herbową właściciela. Zmianie uległo również wnętrze. Powstał wewnętrzny dziedziniec, do południowej części środkowego skrzydła dobudowano reprezentacyjny westybul z trójbiegową, wzorowaną na pałacu w Wersalu, klatką schodową; powstała też monumentalna, dwukondygnacyjna sala jadalna (obecnie Sala Lustrzana). Całkowicie zmieniono też wystrój wewnętrzny: ściany malowano na żywe kolory i pokrywano barwnymi tapetami, Salon Wielki i Bibliotekę wyłożono boazerią z orzecha włoskiego, powstały wtedy też neorokokowe sztukaterie. Wszystko to miało obrazować wspaniałość i potęgę rodu, którą jeszcze podkreślano, zawieszając na ścianach portrety antenatów i umieszczając na elementach wyposażenia herby Hochbergów i monogramy książęce (HB – od Hochberg, na klatce schodowej również dwie odwrócone od siebie litery PP.).

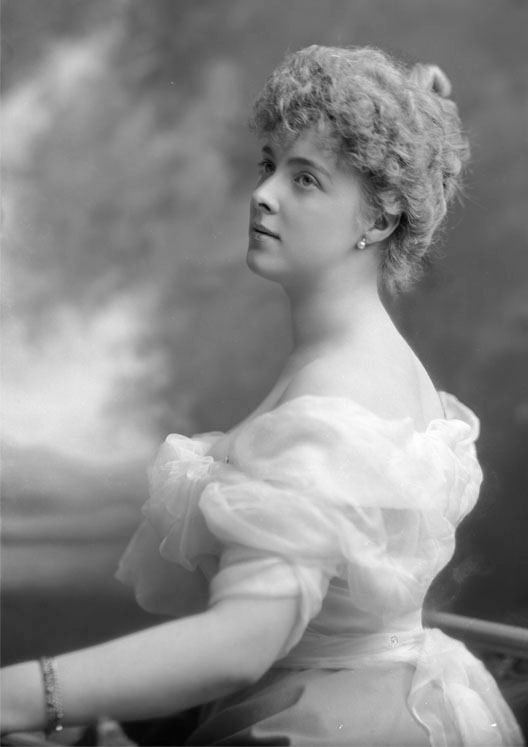
Daisy (ok. 1898)

Kolejnym właścicielem zamku był Hans Heinrich XV, który przejął dobra po śmierci ojca w 1907. W 1891 ożenił się w Londynie z Angielką Marią Teresą Oliwią Cornwallis-West, nazywaną Daisy („Stokrotką”). Daisy, uważana za jedną z najpiękniejszych kobiet swojej epoki, utrzymująca bliskie stosunki z królami Anglii Edwardem VII i Jerzym V, cesarzem Niemiec Wilhelmem II i innymi monarchami i mężami stanu, w powszechnej świadomości lokalnych mieszkańców i turystów odwiedzających Książ i Pszczynę jest obecnie najpopularniejszą przedstawicielką rodów władających obiema rezydencjami – trzeba jednak zaznaczyć, że popularność ta została sztucznie wykreowana w ciągu kilku ostatnich lat w celach marketingowych, wcześniej Daisy była tylko jedną z wielu mało znaczących postaci w historii tej rezydencji. Na rynku w Pszczynie, niedaleko wejścia do zamku, znajduje się jej ławeczka i posąg; liczne jej portrety i fotografie znajdują się też na samym zamku. Zaraz po przyjeździe do Pszczyny Daisy nie miała jednak najlepszych wrażeń, pisząc o zamku w swoich pamiętnikach:

Znajdowały się tu hektary tarasów i ogrodów oraz wiele obojętnych rzeźb. Wspaniały porządek reprezentacyjnych przestrzeni z ciężkim bogactwem luksusu, ale bez komfortu i wygody, a nawet bez osobistej łazienki!.

Jej staraniem wprowadzono pewne zmiany w wyposażenie zamku. Prywatne apartamenty Daisy znajdują się na I piętrze rezydencji.

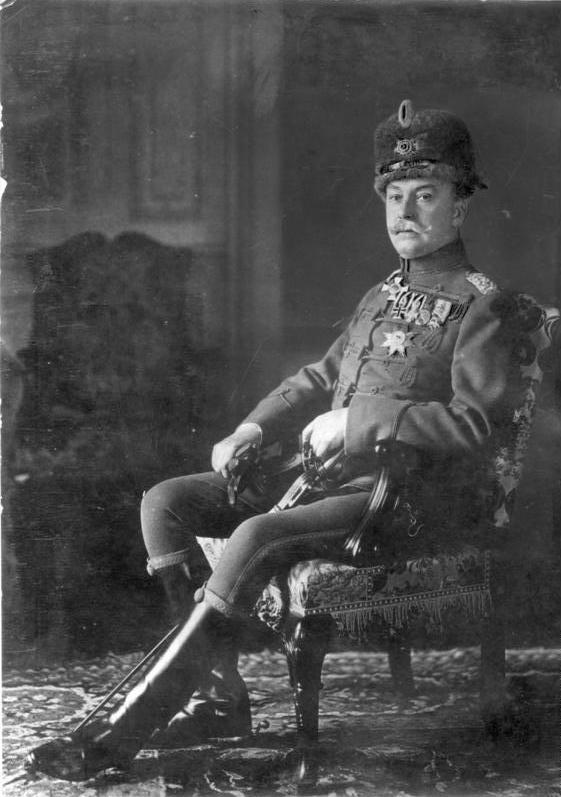
Hans Heinrich XV (1916)

W historii XX w. zamek w Pszczynie odegrał znaczącą rolę podczas I wojny światowej, w latach 1915–1916 (04.1915 – 02.1916 oraz 08–12.1916), kiedy znajdowała się w nim Wielka Kwatera Główna (niem. Großes Hauptquartier) armii niemieckiej. W Pszczynie decyzje wojskowe podejmowali m.in. cesarz Wilhelm II, szef sztabu głównego marszałek Paul von Hindenburg oraz szef sztabu na front wschodni generał Erich Ludendorff. Mieszkającego w zamku cesarza Wilhelma II zimą 1915/1916 r. odwiedził m.in. wybitny malarz Wojciech Kossak, u którego cesarz chciał zamówić obraz przedstawiający go w towarzystwie najwybitniejszych wodzów swojej armii. Do zamówienia ostatecznie nie doszło, ale malarz tak opisał zamek w swoich pamiętnikach:

Zamek piastowski w Pszczynie dotyka samego środka miasteczka, nie jest zbyt duży, ma jednak wiele charakteru – co w nim jednak najpiękniejsze, to to, że z tarasów zamkowych schodzi się wprost w ogromny bez końca zwierzyniec, za którym jeszcze bezmierne ciągną się lasy. Komnaty są ogromne i nawet gościnne pokoje urządzone są z przepychem nadzwyczajnym.

Po zakończeniu I wojny światowej, po przeprowadzeniu plebiscytu i III powstania śląskiego Pszczynę przyłączono do odrodzonego państwa polskiego, sam zamek pozostał jednak w rękach rodziny Hochbergów. W latach 1936–1938 w parku powstała druga nekropolia – Hochbergów, w której pochowano Hansa Heinricha XV, zmarłego w 1938, a także najmłodszego syna Daisy, Bolka, zmarłego w 1936, ojca zmarłego w 2022 r. księcia Bolka Hochberga von Pless.
W czasie II wojny światowej, w przeciwieństwie do Książa, który został zajęty przez władze nazistowskie i w dużej mierze zniszczony, zamek w Pszczynie pozostał własnością Hochbergów, chociaż księżna Maria Katarzyna, żona Hansa Heinricha XVII, który walczył w armii brytyjskiej w stopniu porucznika, z powodu trudności materialnych, musiała sprzedać część wyposażenia i wynajmować pomieszczenia wojsku niemieckiemu.
Po zajęciu Pszczyny przez Armię Czerwoną w lutym 1945 w zamku urządzono szpital przyfrontowy, który działał do 18 sierpnia 1945. W przeciwieństwie do Książa, który, po zniszczeniach dokonanych przez Niemców, został ostatecznie zdewastowany przez wojska radzieckie, wyposażenie zamku w Pszczynie (łącznie z żyrandolami i olbrzymimi kryształowymi lustrami w Sali Lustrzanej) pozostało praktycznie nienaruszone.

## Historia Muzeum Zamkowego

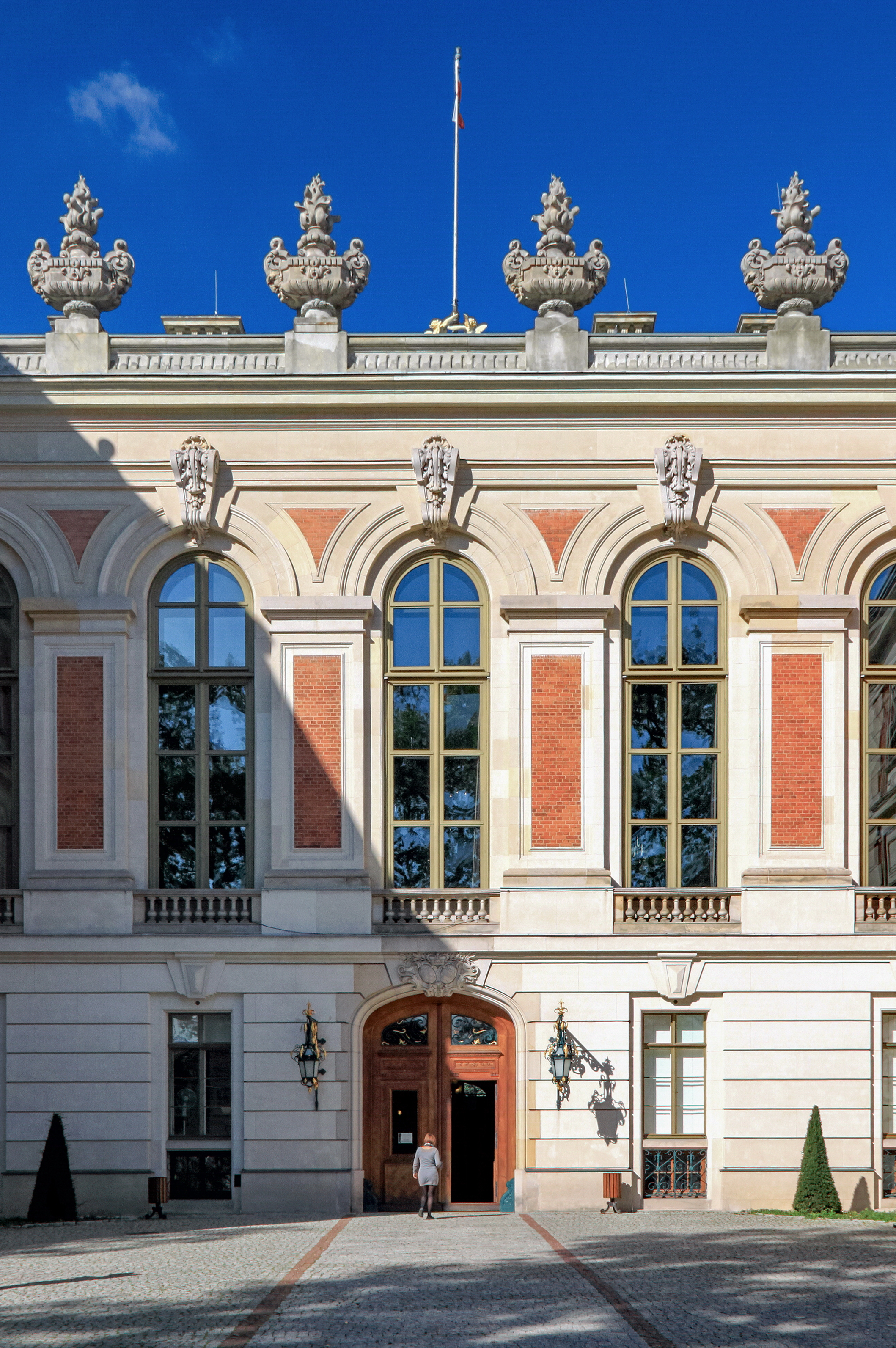
Wejście do Muzeum Zamkowego

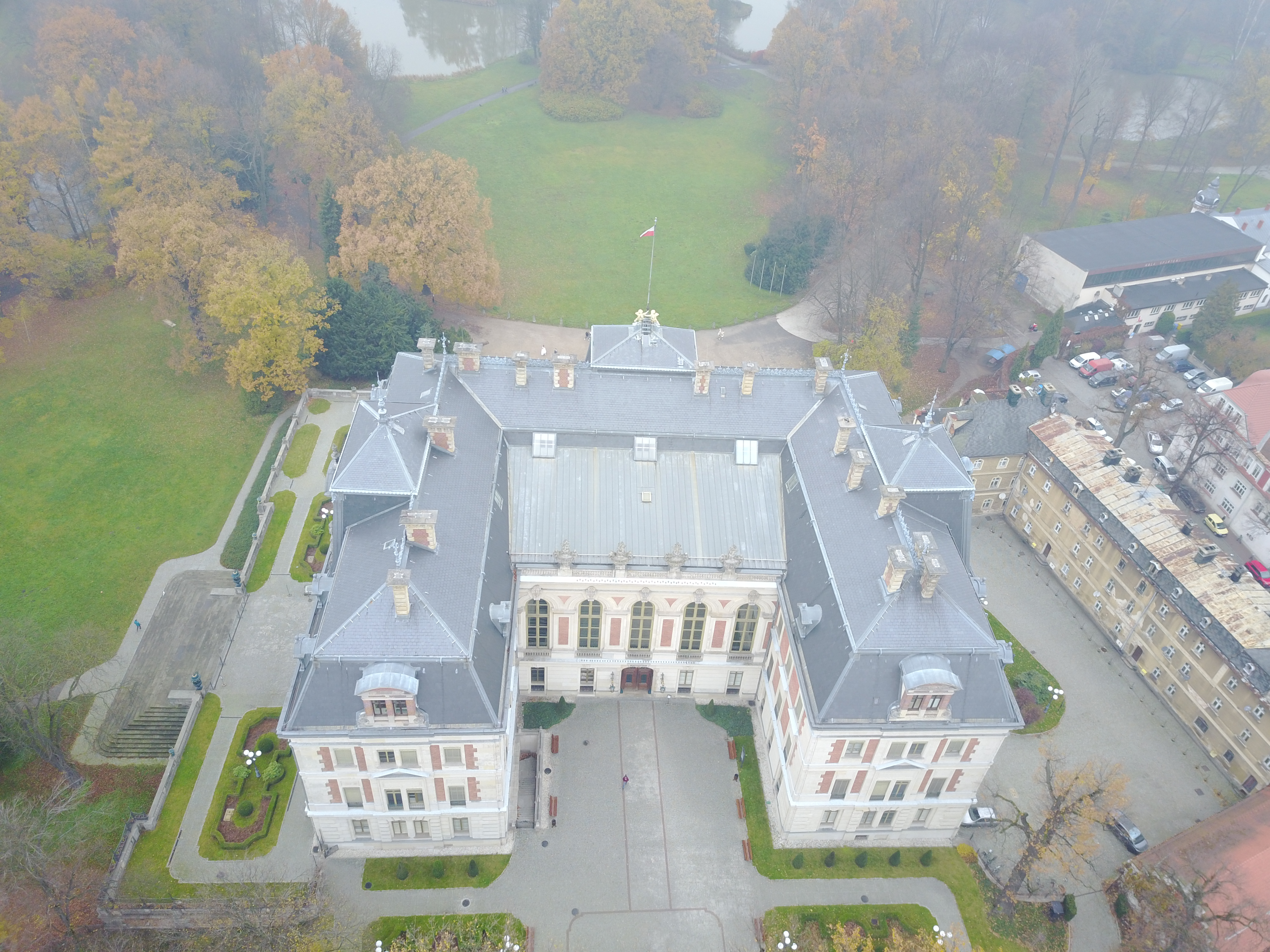
Zamek z lotu ptaka

Decyzja o organizacji muzeum została podjęta przez władze wojewódzkie 1 czerwca 1945, do zorganizowania placówki i kierowania nią został wyznaczony dr Józef Kluss (pełnił tę funkcję do 1962).
Muzeum w zamku pszczyńskim zostało otwarte dla publiczności już w rok po zakończeniu wojny – 9 maja 1946. Zwiedzający mogli wtedy zapoznać się z ekspozycją sztuki zdobniczej w kilku salach I piętra, na której wystawiono przedmioty z kolekcji Hochbergów. W latach 60. i 70. przeprowadzono gruntowny remont zamku i utworzono Muzeum Wnętrz Zabytkowych – w salach zamku prezentowano wtedy wnętrza mieszkalne od czasów renesansu do XIX wieku.
W 1995 rozpoczęto kolejny generalny remont, w ramach którego zdecydowano się odtworzyć oryginalny wygląd wnętrz zamkowych z czasów Hochbergów. Zrekonstruowano wtedy również apartamenty cesarskie na parterze z okresu I wojny światowej. Obecnie w zamku około 80% wyposażenia wnętrz jest oryginalne, to jest zachowało się w takim kształcie, w jakim istniało w zamku na przełomie XIX i XX wieku lub we wcześniejszych epokach. W ramach prac konserwatorskich przywrócono też pierwotne kolory i złocenia. W 1995 federacja stowarzyszeń Europa Nostra z siedzibą w Hadze, zajmująca się ochroną europejskiego dziedzictwa kulturowego i środowiska naturalnego, przyznała muzeum dyplom honorowy „za pieczołowite odtworzenie wnętrz zamku z ich wyposażeniem, oparte na wnikliwych historycznych badaniach, które przywróciły blask początku XX wieku”.
Jako uzupełnienie ekspozycji w muzeum, które obecnie nosi nazwę Muzeum Zamkowego w Pszczynie, w jednym z pomieszczeń zamku 9 maja 2001 otwarto Gabinet Miniatur, a 12 maja 2006 w gotyckich piwnicach zamku Zbrojownię.

### Kradzież dzieł sztuki z muzeum
Do pierwszej kradzieży doszło w nocy z 26/27 listopada 1991 roku. Skradziono wówczas  porcelanowe figurki, należące do tzw. „małpiej kapeli”, skradziono także Biblia Lutra z 1708 roku. Biblię odzyskano, natomiast zestaw figurek porcelanowych do dzisiaj jest zaginiona.
Do drugiej kradzieży doszło w nocy z 29/30 maja 2025 roku. Skradziono dwa rogi nosorożców z przedpokoju myśliwskiego na I piętrze.

## Wnętrza zamku
Ekspozycje muzealne w zamku w Pszczynie zajmują wszystkie kondygnacje budowli, oprócz III piętra (strychu), gdzie znajdują się m.in. pracownie konserwatorskie. Obok głównej ekspozycji na parterze, I i II piętrze, do zwiedzania udostępnione są też piwnice, w których mieści się Zbrojownia, Gabinet Miniatur i sale wystaw czasowych, znajdujące się na II piętrze. Łącznie powierzchnia wszystkich ekspozycji w muzeum liczy prawie 3 tys. m². W zamku jest dziewięć par różnej wielkości drzwi zewnętrznych, 140 wysokich, dwuczęściowych drzwi wewnętrznych oraz 195 różnej wielkości okien.

### Parter – apartamenty cesarskie

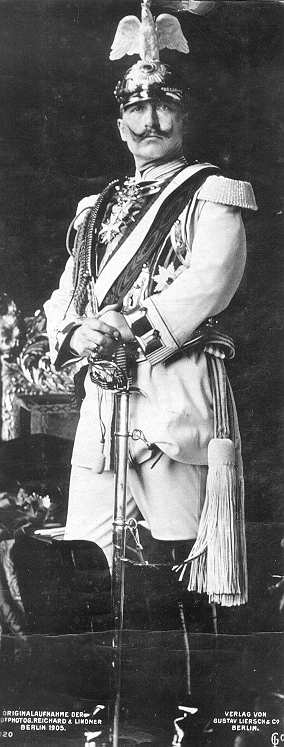
Wilhelm II (1905)

Obecny parter zamku w Pszczynie aż do XVIII w. był jego pierwszym piętrem. Zmiana nastąpiła na skutek ukończonej w 1768, już za panowania księcia Friedricha Erdmanna Anhalta, przebudowy zamku z budowli renesansowej na barokową. Podwyższono wtedy teren dziedzińca wewnętrznego, na skutek czego dawny parter zamienił się w piwnice (obecna Zbrojownia), a pierwsze piętro w parter. Na parterze urządzono wtedy m.in. sypialnię pary książęcej, izbę szkolną ich dzieci oraz pokój pracy księcia.
Obecnie większą część parteru, która jest udostępniona do zwiedzania, zajmuje zrekonstruowany apartament cesarski cesarza Niemiec Wilhelma II z początku XX w. Apartamenty cesarskie urządzono w zamku tuż po jego ostatniej przebudowie w 1876 r. Przygotowano je jeszcze dla Wilhelma I na wypadek gdyby chciał on odwiedzić włości Jana Henryka XI Hochberga, który piastował wówczas wysokie godności na cesarskim dworze w Berlinie. Towarzyszący pierwszej wizycie cesarza reporter „Leipziger Zeitung” napisał, że apartamenty są „...w średniowiecznym, godnym cesarza stylu”. Władca niemieckiego imperium miał tu swój gabinet, salon, sypialnię, garderobę i łazienkę. Wilhelm w latach 1885–1911 kilkakrotnie przyjeżdżał do Pszczyny na polowania na żubry i jelenie; później często tu przebywał podczas I wojny światowej, w latach 1914–1917, kiedy w zamku znajdowała się główna kwatera armii niemieckiej dla frontu wschodniego. Właściciel zamku, Hans Heinrich XV, pełnił wtedy funkcję oficera ordynansowego cesarza. Wilhelma II czasami odwiedzała też małżonka Augusta Wiktoria, dla której wydzielono osobną sypialnię i łazienkę. Apartament cesarski i prowadzący do niego korytarz zostały zrekonstruowane w latach 1999–2005 na podstawie fotografii i inwentarza wyposażenia z 1915. Wnętrza są utrzymane w stylu neogotyckim, mają też gotyckie sklepienia.
Na parterze zamku znajdują się następujące pomieszczenia udostępnione do zwiedzania:

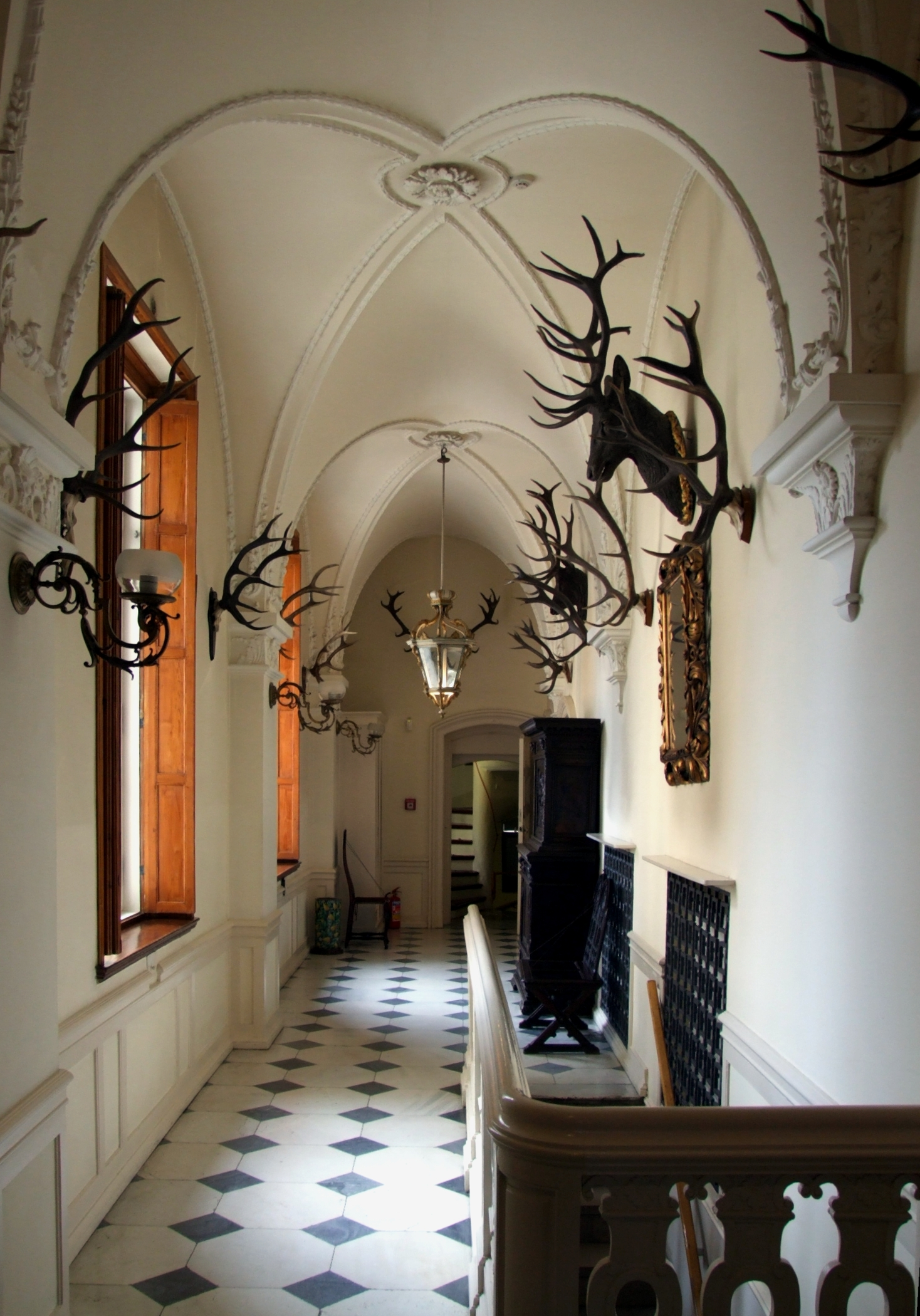
Korytarz zachodni

- Korytarz zachodni – pełniący rolę antykamery przed apartamentem cesarskim, z zawieszonymi na ścianach trofeami myśliwskimi (medalionami), wśród których znajdują się poroża jeleni i przede wszystkim głowa żubra upolowanego w II połowie XIX w. przez księcia Hansa Heinricha XI w Puszczy Białowieskiej. Niektóre z poroży mają namalowane na czaszkach monogramy poszczególnych książąt, np. HB XV oznacza, że zwierzę zostało upolowane przez Hansa Heinricha XV.
- Sypialnia cesarzowej Augusty Wiktorii z łożem osłoniętym częściowo parawanem (w miejscu dawnej łazienki cesarzowej znajdują się teraz toalety dla zwiedzających[15]).
- Salon cesarski (pokój narad) – największe wnętrze apartamentu cesarskiego, w którym podczas I wojny światowej urządzono tzw. pokój narad (niem. Beratungszimmer). Centralne miejsce salonu zajmuje wielki stół, przy którym cesarz razem ze swoimi sztabowcami podejmował decyzje dotyczące przebiegu wojny. Na ścianie reprezentacyjny portret Hansa Heinricha XI w mundurze Wielkiego Łowczego, namalowany przez Gustava Richtera w 1875.
- Gabinet pracy cesarza (niem. Schreibzimmer), w którym Wilhelm II prowadził korespondencję i wypoczywał. Centralne miejsce w pokoju zajmuje neobarokowy stół z przyborami do pisania.
- Garderoba cesarska z dwiema szafami z II połowy XVIII w. na mundury i bieliznę cesarza.
- Sypialnia cesarza z łazienką. Głównym meblem w pomieszczeniu jest eklektyczne łoże z baldachimem. W boazerii drzwi prowadzące do łazienki z wanną i WC, w rogu sypialni kominek.

### Westybul i klatka schodowa

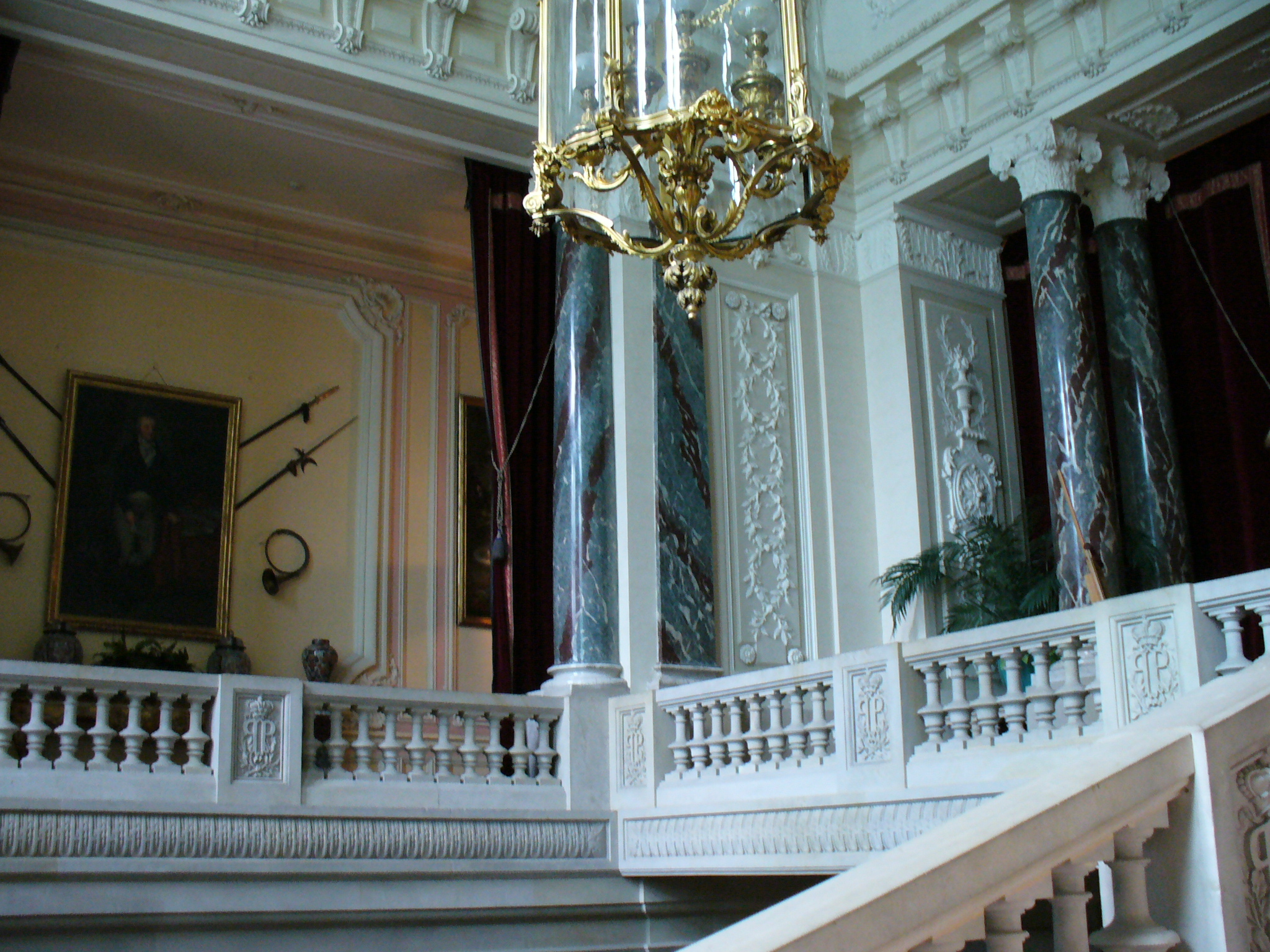
Klatka schodowa

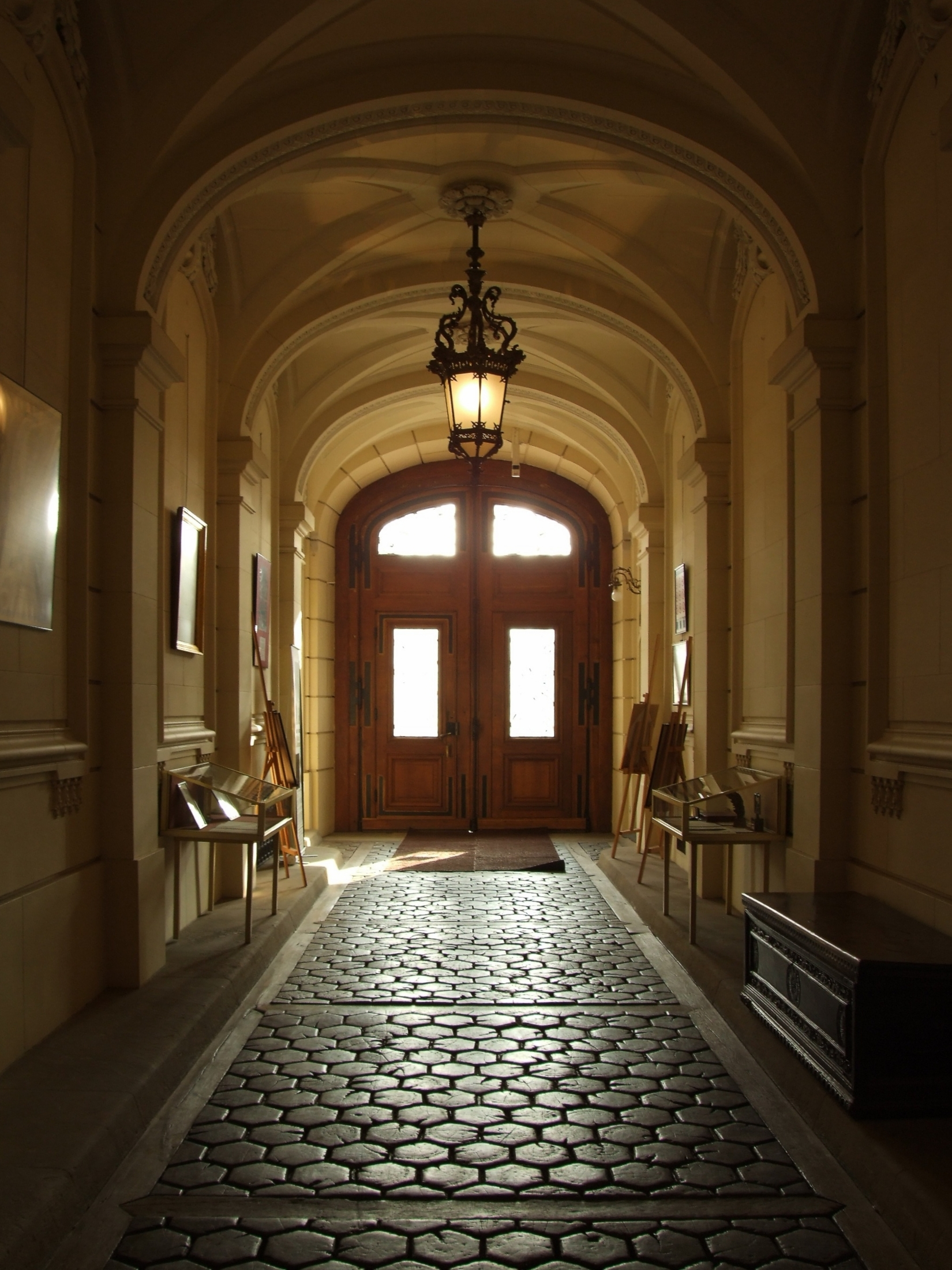
Sień wjazdowa

Westybul, niegdyś pełniący funkcję przedpokoju zamku, oraz łącząca się z nim bezpośrednio klatka schodowa, służą obecnie jako przejście na kolejną kondygnację zamku. Szczególnie cenna jest klatka schodowa, jedno z najbardziej reprezentacyjnych pomieszczeń zamku, w obecnym kształcie pochodząca z okresu przebudowy z lat 1870–1876. Pomieszczenie to ukazywało się jako pierwsze gościom odwiedzającym zamek, stąd pragnienie olśnienia przepychem i bogatym wystrojem wnętrza. Na początku klatki schodowej ustawiono dwie metalowe, złocone latarnie, dalej z prawej strony dwie ogromne, ok. 2-metrowej wysokości wazy ceramiczne, jedna z motywami wschodnimi. Trzecia waza, ustawiona po lewej stronie, ozdobiona głowami satyrów i innymi motywami antycznymi, została wykonana z zielonego serpentynitu i jest kopią tzw. wazy Warwicka ze starożytnego Rzymu, wydobytej w XVIII w. z dna jeziora w Tivoli.
Na pierwsze piętro zamku prowadzą trójbiegowe schody z jasnego piaskowca, nawiązujące do Schodów Królowej z pałacu w Wersalu; pomiędzy tralkami umieszczono płyciny z monogramem Hochbergów – dwiema odwróconymi od siebie literami P, nakrytymi mitrą książęcą. Monogram ten również nawiązuje do dworu francuskiego, mianowicie monogramu Ludwika XIV – dwóch odwróconych od siebie liter L. Klatka schodowa jest nakryta pozorną kopułą i oświetlana "Wielką Latarnią" - brązową lampą, opuszczaną w razie potrzeby do posadzki za pomocą kołowrotu ukrytego na poddaszu.
Płyty pokrywające ściany zostały wykonane, podobnie jak schody, z białego piaskowca; na jednej ze ścian zawieszono olbrzymią tapiserię – gobelin z XVII w., przedstawiający Amazonki żegnające swoich synów udających się na poszukiwania ojców, dar carycy Katarzyny II dla księcia Friedricha Erdmanna Anhalt-Köthen-Pless, który był jej kuzynem.

### I piętro
Obecne I piętro dawniej było II piętrem zamku renesansowego. W XVIII w., za panowania książąt Anhalt-Köthen-Pless, stało się najważniejszą, reprezentacyjno-mieszkalną częścią zamku, określaną jako bel étage. Znaczenie to zachowało po przebudowie zamku przez Hochbergów w XIX w., chociaż zmieniono wtedy przeznaczenie praktycznie wszystkich pomieszczeń kondygnacji. Najważniejszymi zmianami dokonanymi podczas owej przebudowy przez Hochbergów było utworzenie Sali Lustrzanej i klatki schodowej. Obecnie na I piętrze udostępniane do zwiedzania są następujące pomieszczenia:
- Galeria I piętra, czyli korytarz biegnący przez wszystkie skrzydła zamku. Przy wejściu na I piętro stoi rzeźba Egipcjanki Amnesis trzymającej koszyk z małym Mojżeszem dłuta Francesco Barzaghi z 1874. Obok wiszą zrekonstruowane ciężkie kotary, których zadaniem była ochrona wnętrz zamku przed przeciągami. W głębi galerii w kierunku zachodnim stoi cenny zegar podłogowy z XVIII w. z pracowni Johanna Gottfrieda Sechtinga we Wrocławiu. Idąc dalej skrzydłem zachodnim galerii, można dojść do prywatnych apartamentów księżnej Daisy, żony Hansa Heinricha XV, którą poślubił w Londynie 8 grudnia 1891.

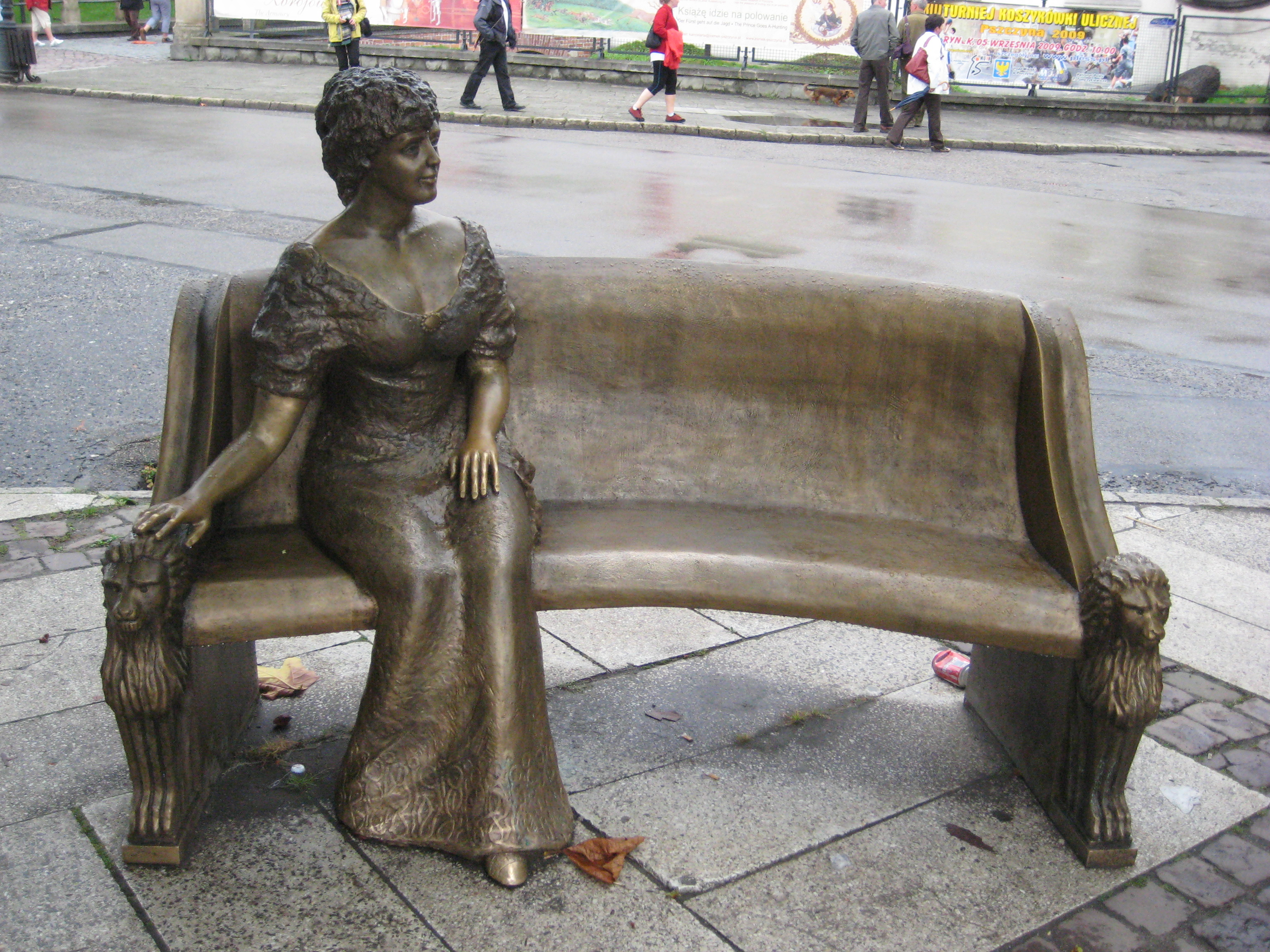
Ławeczka księżnej Daisy na rynku w Pszczynie

- Salon księżnej Daisy – pomieszczenie można obejrzeć przez otwarte drzwi. Jego wyposażenie stanowi połączenie stylu klasycyzującego z Chippendale.
- Sypialnia, buduar i łazienka, należące do apartamentu księżnej Daisy, normalnie nie są udostępniane zwiedzającym, między innymi ze względu na małą powierzchnię i cenny wystrój. Sypialnia i buduar są jedynymi pomieszczeniami w zamku zachowanymi w stanie prawie nienaruszonym od II połowy XVIII w. Dominuje w nich styl rokokowy, meble w stylu Ludwika XV i Ludwika XVI. W łazience centralne miejsce zajmuje wanna wpuszczona w posadzkę.
- Przedpokój z wejściami do salonu księżnej Daisy i jej męża, księcia Hansa Heinricha XV Hochberga. W przedpokoju stolik do gry w karty i trzy szafy, w jednej z nich znajdują się strzelby myśliwskie z XVIII i XIX w. W przedpokoju wisi też stara gaśnica przeciwpożarowa z początku XX w.
- Sypialnia księcia jest pierwszym z pomieszczeń apartamentu Hansa Heinricha XV. W przeciwieństwie do innych sal zamku sypialnia ma surowe, ascetyczne wyposażenie i jest pozbawiona nadmiernych ozdób.
- Pokój pracy księcia, zwany też komnatą Promnitzów (dawnych właścicieli zamku), z bogatym sklepieniem z lunetami, ozdobiony porożami i innymi trofeami myśliwskimi. Na ścianach wisi wiele portretów Promnitzów, Anhaltów i Hochbergów, m.in. Friedricha Erdmanna Anhalt-Köthen-Pless z polskim Orderem Orła Białego, nadanym mu w 1754.
- Przedpokój myśliwski z wielką liczbą trofeów myśliwskich, m.in. spreparowanym wilkiem (ostatnim upolowanym w lasach pszczyńskich w XIX w.), ciosem słonia afrykańskiego, czaszką bawołu, porożem koziorożca upolowanego w Alpach przez Hansa Heinricha XI, i rogami nosorożców afrykańskich.
- Salon narożny, niegdyś pokój bilardowy, obecnie zrekonstruowany w stylu XVIII w. i rokoka. W salonie znajduje się m.in. biurko w stylu Ludwika XV.
- Biblioteka, wyłożona boazerią orzechową i pokryta bogatą sztukaterią (obie zaprojektowane przez Destailleura). Księgozbiory były ważnym elementem wyposażenia zamku dla Promnitzów i Anhaltów. Obecna biblioteka, powstała podczas przebudowy zamku w XIX w., nie miała natomiast większego znaczenia dla Hochbergów, którzy swoją główną bibliotekę mieli w Książu, a książki w Pszczynie traktowali raczej dekoracyjnie. Wśród starodruków obecnie eksponowanych w Bibliotece znajdują się m.in. Historia Polski Jana Długosza z 1712, Atlas Śląska z 1752 i tzw. Biblia Weimarska z 1708.
- Salon wielki, usytuowany na osi północnej elewacji zamku, jedno z najbardziej reprezentacyjnych pomieszczeń zamku, o bogatej dekoracji stropu i fasety. W płycinach orzechowej boazerii umieszczono wielkoformatowe obrazy przedstawiające sceny pasterskie, myśliwskie i rodzajowe, namalowane ok. 1728 w holenderskiej pracowni Dirka Dalensa III. W salonie znajduje się kominek i barokowe meble. Jest on oświetlony 48-świecowym kryształowym żyrandolem, w którym znajduje się 48 szklanych kul (największa z nich ma wagę 2 kg)[19].

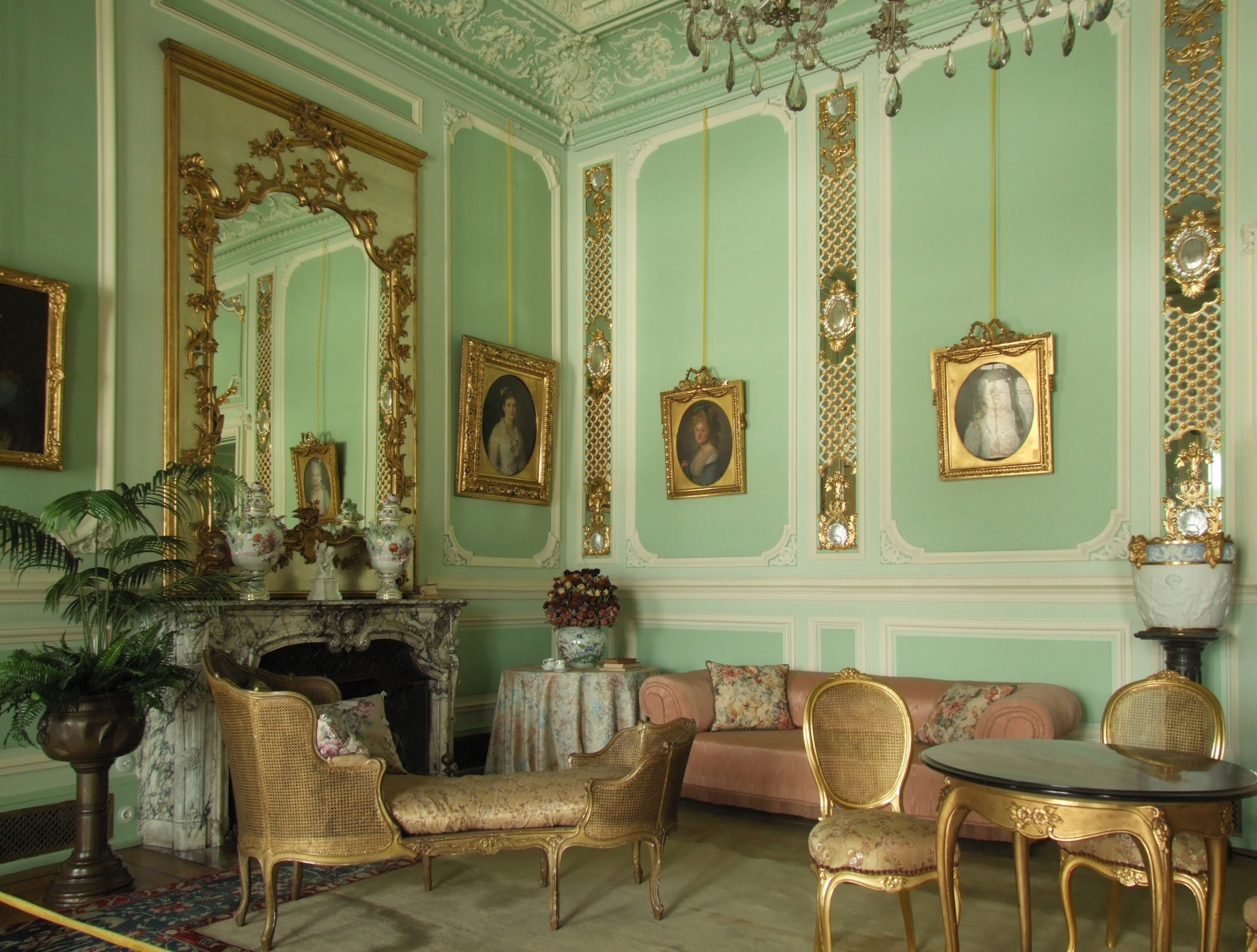
Salon Zielony

- Salon zielony, pierwsze z pomieszczeń apartamentu gościnnego, w skład którego wchodziła też sypialnia i łazienka, utrzymany w kolorystyce zieleni. W pomieszczeniu znajduje się największa w zamku galeria porterów rodzinnych, przede wszystkim Anhaltów.
- Sypialnia żółta (do 1907 sypialnia czerwona, do tego roku była to sypialnia księżnej) z łożem z baldachimem. Na ścianach obrazy i grafiki, m.in. portret Hansa Heinricha X oraz litografie przedstawiające członków rodziny Anhalt-Köthen-Pless.
- Łazienka, przeznaczona dla gości księcia, z wedutami Rzymu Giuseppe Vasiego.
- Korytarzyk z kopią posągu Mojżesza Michała Anioła i obrazem Spotkanie Jakuba z Ezawem według Petera Paula Rubensa.
- Galeria I piętra – skrzydło wschodnie, w której stoją m.in. szafy do przechowywania medali.
- Pokój gościnny książąt Reuss, spokrewnionych z Hochbergami, z oryginalną papierową tapetą z XIX w., stołem z fotelikami w stylu Ludwika XVI i toaletką z kompletem łazienkowym z początku XX w.
- Galeria lustrzana – skrzydło środkowe, z czterema wielkimi lustrami z girlandami i wazonami. Ściany ozdobione panneau, przedstawiającymi zamek w Książu i zameczek myśliwski w Promnicach, również należące do Hochbergów.

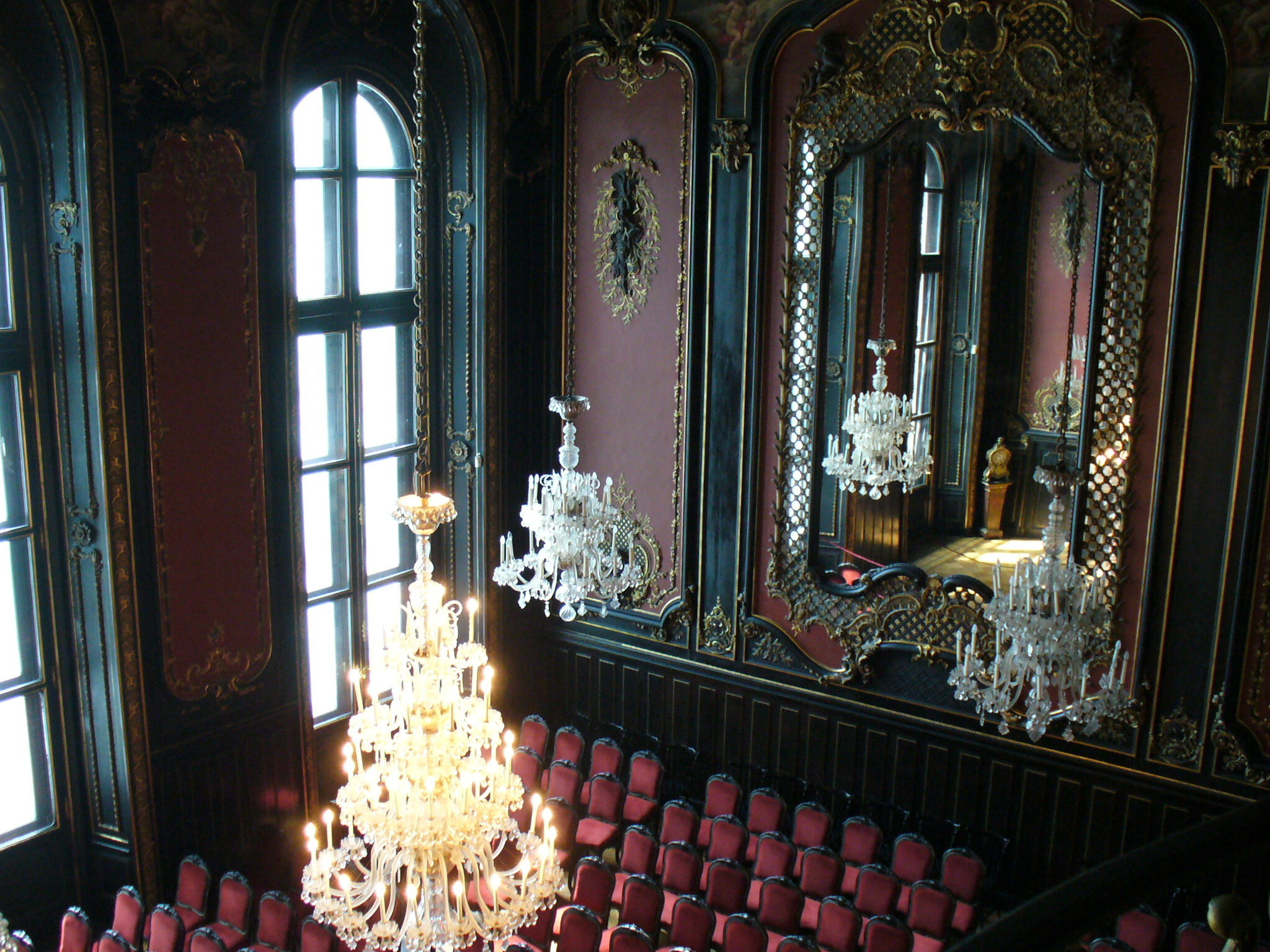
Sala lustrzana

- Sala lustrzana – jedno z najbardziej reprezentacyjnych pomieszczeń w zamku, powstałe podczas przebudowy w XIX w. Najwyższa (dwukondygnacyjna) sala w zamku jest oświetlona trzema oknami o wysokości 7,5 m; od strony korytarza odpowiadają im przeszklone drzwi porte-fenêtre, nad którymi umieszczono trzy balkony z balustradami z kutego żelaza, dostępne z wyższego piętra pałacu. Nazwa sali pochodzi od dwóch ogromnych luster (każde o powierzchni 14m²), umieszczonych naprzeciwko siebie, wyprodukowanych w Paryżu i przewiezionych do Pszczyny, do dzisiaj zachowanych w doskonałym stanie. Sala jest przykryta pozornym sklepieniem z malowidłami, na którym zawieszono pięć kryształowych żyrandoli. Są one opuszczane do poziomu podłogi za pomocą znajdujących się na poddaszu kołowrotów, pochodzących jeszcze z czasów Hochbergów. Największy z pięciu żyrandoli w Sali Lustrzanej złożony jest z 1097 kryształowych elementów, które razem ważą 197 kg[19].

Sala początkowo odgrywała rolę reprezentacyjnej jadalni (przy ścianie wschodniej do dzisiaj stoi ustawiony marmurowy bufet z popiersiami różnych postaci), obecnie odbywają się tu koncerty pod nazwą „Wieczory u Telemanna”.

### II piętro

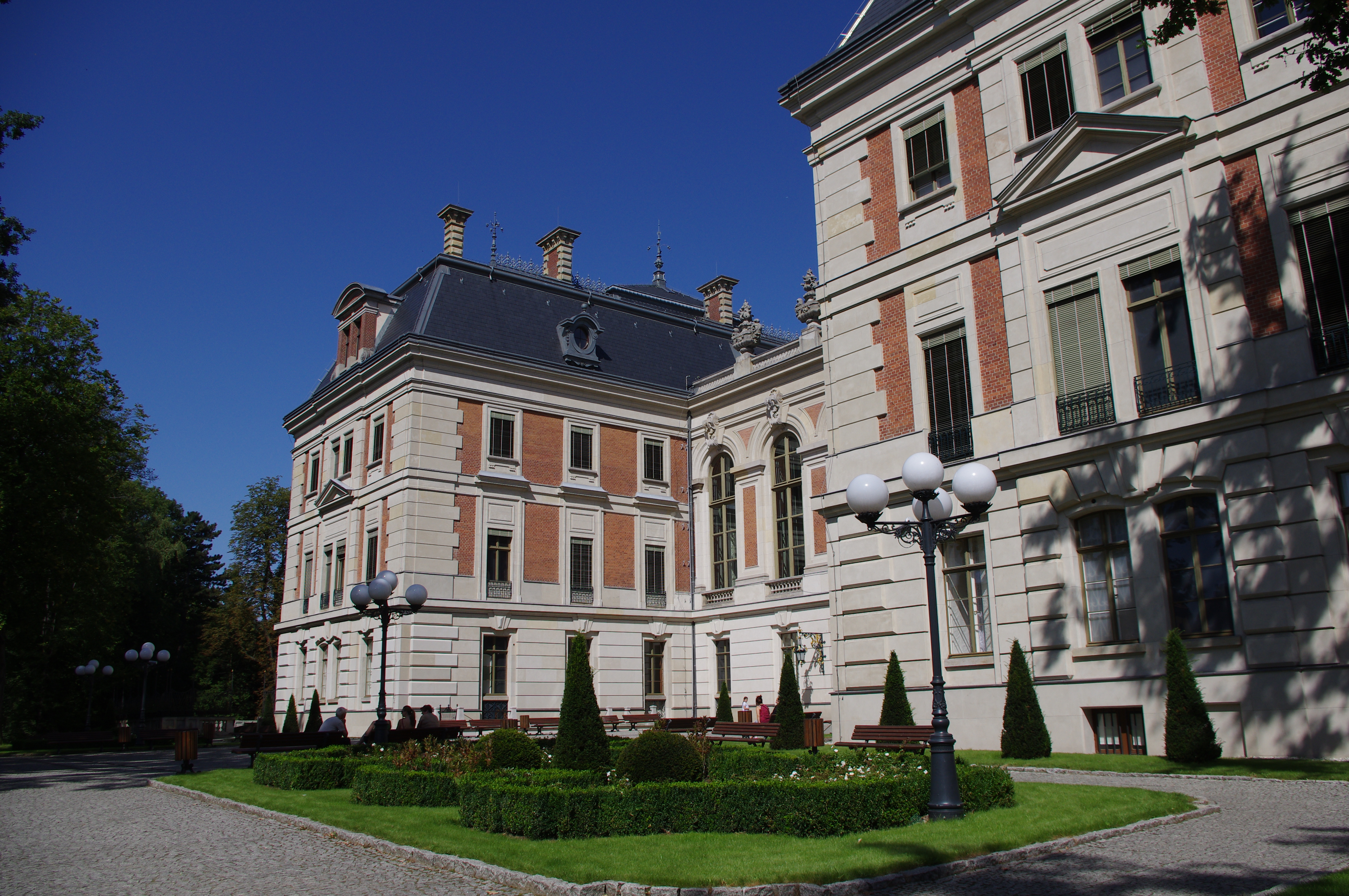
Zamek w Pszczynie od strony południowej

II piętro zamku pszczyńskiego powstało dopiero w XVIII w., za czasów Anhaltów, kiedy zamek podwyższono o jedną kondygnację, na której mieścił się m.in. apartament księcia Friedricha Erdmanna Anhalt-Köthen-Pless oraz pokoje gościnne. Pamiętając o tej tradycji, nowi właściciele zamku, Hochbergowie, pokoje gościnne czasami określali jako Coetensche Zimmer („pokoje Köthenów”). Poza gośćmi, na kondygnacji tej mieszkali m.in. synowie Hansa Heinricha XV i Daisy. Większa część ekspozycji II piętra jest związana z tradycjami łowieckimi Anhaltów i Hochbergów.
- Galeria myśliwska – skrzydło wschodnie. W galerii znajduje się m.in. portret Hansa Heinricha VI Hochberga z Książa, szafy z bronią palną do polowań; uwagę zwiedzających zwracają jednak przede wszystkim rozłożona na podłodze skóra niedźwiedzia upolowanego w lasach pszczyńskich, a nad nią wypchany żubr o imieniu „Kader” z Puszczy Białowieskiej, który „wystąpił” też w filmie Magnat Filipa Bajona (scenariusz filmu był oparty na życiu książąt Hochbergów).
- Skrzydło środkowe galerii kontynuuje temat łowiectwa, eksponując trofea myśliwskie i obrazy o tematyce łowieckiej. W stojącej w galerii witrynie znajduje się nawet mała wystawa porcelany myśliwskiej z manufaktury Nymphenburg w Monachium, przedstawiającej myśliwych, psy i dzikie zwierzęta. Interesującym elementem tej części skrzydła są też drewniane figury małp w kapeluszach, trzymające tacki na bilety wizytowe.
- Salon muzyczny jest jednym z trzech pokojów empirowych, zachowanych z dawnej ekspozycji w zamku, kiedy znajdowało się w nim Muzeum Wnętrz Zamkowych. W salonie znajduje się m.in. fortepian z Głogówka na Śląsku, na którym miał grać Ludwig van Beethoven, i kilka portretów, w tym Teresy Kunegundy Sobieskiej, córki Jana III Sobieskiego.
- Gabinet pracy, drugi z pokojów empirowych, zawiera m.in. biurko i przeszklone szafy z pucharami, kielichami oraz brązowymi figurkami postaci historycznych.
- W salonie empirowym głównym elementem wyposażenia jest garnitur mebli w stylu Davida Roentgena, niemieckiego ebenisty pracującego dla Ludwika XVI. Biurko w salonie posiada sekretne wewnętrzne szufladki, otwierane przez wciskanie sterczynek.
- W jadalni secesyjnej znajdują się m.in. kredens i postument, wykonane przez Georga Klimta, młodszego brata Gustava Klimta, jak też inne dzieła sztuki z początku XX w. i wcześniejszych epok.
- W sypialni małżeńskiej stoją m.in. wolutowa kołyska, dwa empirowe łóżka, na ścianach wiszą portrety, m.in. nieznanej Pary małżeńskiej z 1585 r.
- Wystrój skrzydła zachodniego galerii zawiera skrzynie, ławy, lustra, trofea myśliwskie i obrazy, m.in. Widok zamku w Książu z 1870 r.
- Ostatnim wnętrzem na trasie zwiedzania jest entré, tworzące wnękę w skrzydle zachodnim galerii, w którym stoją m.in. szafy z porcelaną i bronią myśliwską.

Osobnymi pomieszczeniami II piętra, które nie wchodzą w skład głównej ekspozycji zamku, są:
- Gabinet Miniatur, otwarty 9 maja 2001 (w 55. rocznicę utworzenia muzeum na zamku w Pszczynie).
- Sale wystaw czasowych, obejmujące 4 pomieszczenia, w których są prezentowane wystawy czasowe, najczęściej również związane z zamkiem i jego właścicielami.

### Zbrojownia
W piwnicach zamku ulokowana jest również zbrojownia, otwarta dla zwiedzających 12 maja 2006. Prezentowane w niej zbiory pochodzą od XVI do początku XX w. i obejmują m.in. miecze katowskie, lance kawaleryjskie, ryngraf z czasów konfederacji barskiej i Ō-yoroi – zbroje samurajskie.

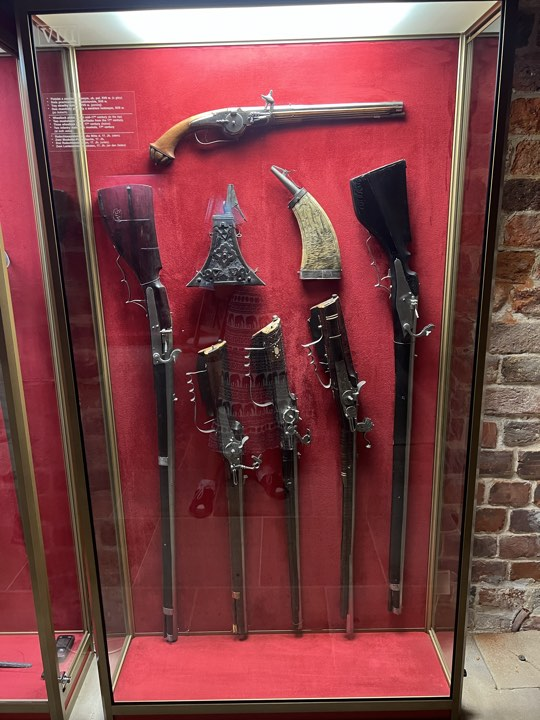
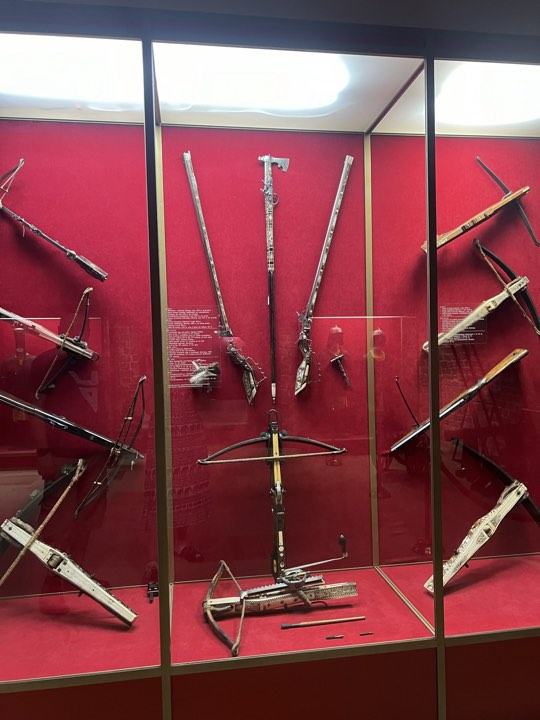
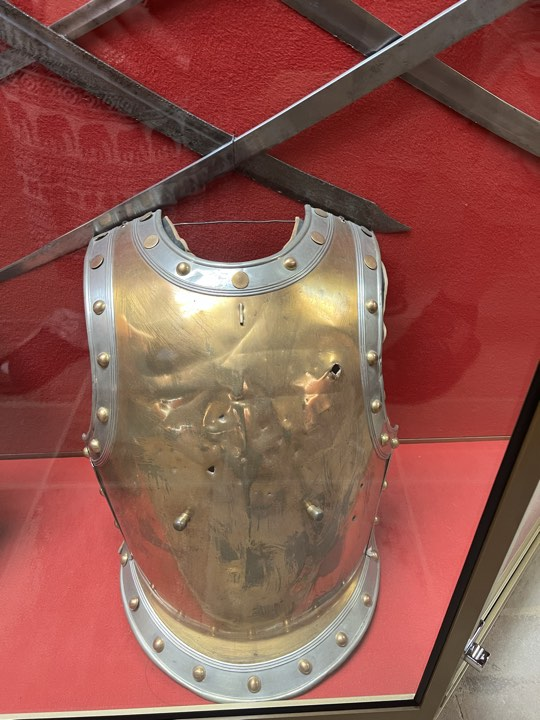
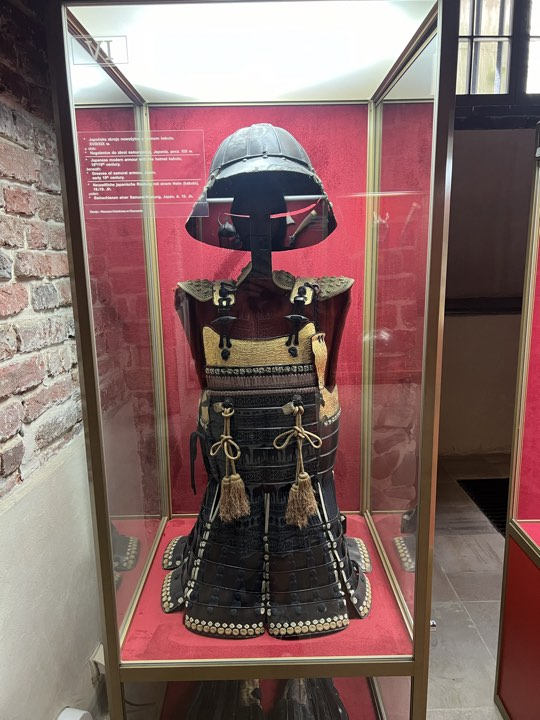